# کرستین گونتر
کرستین گونتر (انگلیسی: Christian Günter؛ زادهٔ ۲۸ فوریهٔ ۱۹۹۳) یک بازیکن فوتبال اهل آلمان است.
وی همچنین در تیم ملی فوتبال آلمان بازی کرده‌است.